# 2016 FD60
2016 FD60, também escrito como 2016 FD60, é um objeto transnetuniano que está localizado no cinturão de Kuiper, uma região do Sistema Solar. Ele possui uma magnitude absoluta de 7,0 e tem um diâmetro estimado de 175 km.

## Descoberta
2016 FD60 foi descoberto no dia 30 de março de 2016 pelo DECam.

## Órbita
A órbita de 2016 FD60 tem uma excentricidade de 0,244 e possui um semieixo maior de 44,056 UA. O seu periélio leva o mesmo a uma distância de 33,299 UA em relação ao Sol e seu afélio a 54,812 UA.